# Triphleba inopinata
Triphleba inopinata is een vliegensoort uit de familie van de bochelvliegen (Phoridae). De wetenschappelijke naam van de soort is voor het eerst geldig gepubliceerd in 1970 door Delage & Lauraire.